# Лезбијска литература
Лезбијска књижевност је поджанр литературе који се бави лезбијским темама. То укључује поезију, игре, фикцију која се бави лезбијским ликовима и нефикцију о темама о лезбијском занимању.
Фикција која спада у ову категорију може бити било којег жанра, попут историјске фантастике, научне фантастике, фантазије, хорора и романтике.

## Преглед
Лезбијска литература обухвата радове лезбијских аутора, као и дела лезбијских тема хетеросексуалних аутора. Чак се и дела лезбијских писаца која се не баве лезбијским темама још увијек често сматрају лезбијском литературом. Радови хетеросексуалних писаца који лезбијске теме третирају само успутно, с друге стране, нису често сматрани лезбијском литературом 
Темељно дело лезбијске књижевности је поезија Сафо из Лезбоса . Из разних древних списа, историчари су сазнали да је група младих жена остала Сафовом задужена за њихово поучавање или културну изградњу. Остаје много Сафове поезије, али оно што заиста показује су теме о којима је писала: свакодневни живот жене, њихови односи и ритуали. Усредсредила се на лепоту жене и прогласила своју љубав према девојкама.
Одређена дела су стекла историјску или уметничку важност, а свет лезбијске фикције и даље расте и мења се како време пролази. Донедавно, савремена лезбијска литература била је усредсређена на неколико малих, искључиво лезбијских пресова, као и на интернету. Међутим, од када је нови миленијум почео, многе лезбијске пресе су се разграничиле да би укључивале дела транс мушкараца и жена, геј и бисексуалне гласове и друга чудна дела која није представљена у штампи. Уз то, романи са лезбијским темама и ликовима постали су прихваћенији у редовном објављивању.

## Рана литература

### Средњовековни хришћански мистицизам
Европском средњем веку недостајао је специфичан израз за лезбијке, али су средњовековни француски текстови, под утицајем арапске литературе тог доба, садржавали књижевне приказе љубави и сексуалне жеље између жена. Такви изрази се налазе у побожне текстовима до Девице Марије или житијем од Ида Лоуваин, по Бегуинес или списима женских хришћански мистици, укључујући Хилдегард оф Бинген, Хадевијцх, Маргери Кемпе, Мецхтилд Магдебурга, и Маргуерите Порете .

### Деветнаести век: претече
Почетком 19. века кинески песник В Тсао стекао је популарност због својих лезбијских љубавних песама. Њене песме, према песнику Кенету Рекроту, „певале су се широм Кине”.
Иако лезбијка књижевност се још није развила као посебан жанр на енглеском језику у 19. веку, лезбијски писци попут есејиста и натприродне фантастике Вернон Ле понекад наговестио лезбијки субтекст у свом раду као што Лија љубавник Ејми Леви, написао љубави песме женама које користе глас хетеросексуалног мушкарца. Други су писали, али су своје писање чували у тајности. Почетком 1806. године, енглеска власница земље и планинарка Ане Листер тридесет четири године водила је опсежне дневнике који су укључивали детаље о њеним лезбијским везама и завођењима, а лезбијске секције су биле написане у тајном коду. Дневници су објављени тек 1980-их. Током 2010. године били су основа за телевизијску продукцију ББЦ-ја, Тајни дневници госпођице Анне Листер .
Писац и уредница двадесет првог века Сусан Коппелман саставила је антологију под насловом Два пријатеља и друге америчке лезбијске приче из 19. века: Америчке женске списатељице, која укључује приче Констанције Феноморе Вилсон, Оцтаве Тханет, Мари Елеонор Вилкинс Фреман, Кате Шопин и Сарах Орне Јевет које су првобитно објављиване у својим периодичним часописима. Од ових прича, које се крећу „од експлицитне до инференцијално лезбијске”, Коппелман је рекао, "Препознајем ове приче као приче о женама које воле жене на различите романтичне начине за које се не бисмо морали борити да их дефинишемо да ли говоримо о мушкарцима и женама који се воле ".
Од 1970-их научници лезбијске литературе анализирали су лезбијске односе који не би били етикетирани као такви у деветнаестом веку због различитих концепција интимности и сексуалности. На пример, песма Цхристине Россетти из 1862. " Гоблин маркет " широко је читана као приповест о лезбијству иако се покушава насликати као наратив сестринске љубави. Стипендисти су такође видели лезбијски потенцијал у ликовима као што је Мариан Халцомбе у роману Вилкие Цоллинс из 1859. Жена у белом . Маријану описују као мужевну и непривлачну, а мотивација током приче је љубав према својој полусестри, Лаура Фаирлие.
Уз то, научници су се укључили у читање романа Шарлот Бронте, посебно Шерлеи и Вилет, у којима главне личности жене ступају у блиске или чак опсесивне везе са другим женама. Неки су чак нагађали да је и сама Бронте била заљубљена у своју пријатељицу Еллен Нусеи; Вита Сацквиле-Вест је слова између два „љубавна писма назвала чистим и једноставним.”
Стипендисти су слично нагађали и о томе да ли је песница из деветнаестог века Емили Дицкинсон можда била заљубљена у своју сестру Сусан Гилберт, могућност која подстиче квир читање Дицкинсон-ових многих љубавних песама.
Мицхаел Фиелд био је псеудоним који су користиле две Британке, Катхерине Брадлеи и Едитх Цоопер, које су заједно писале поезију и стихове. Брадлеи је била Куперова тетка, а њих двоје су живели заједно као љубавници од 1870-их до њихове смрти 1913. и 1914. Њихова поезија је често узимала љубав као тему, а написали су и књигу песама за свог пса, Вхим Цхов.
Одређени канонски аутори мушкараца из деветнаестог века такође су у своје дело уградили лезбијске теме. Почетком века Самуел Таилор Цолеридге објавио је своју недовршену наративну песму " Кристабел ". Ученици су интерпретирали интеракције у овој песми између титуларног лика и странца по имену Гералдине као лезбијске импликације. Алгернон Цхарлес Свинбурне постао је познат по темама које су сматране скандалозним, укључујући лезбијство и садомазохизам . 1866. објавио је Песме и баладе, које су садржавале песме " Анакториа " и „Саппхицс” које се тичу Лефбоса Саппхо и изричито се баве лезбијским садржајем. Коначно, Хенри Јамес приказао је брак у Бостону, који се сматра раним обликом лезбијске везе, између феминистичких ликова Оливе Цханцеллор и Верене Тарант у свом роману „Бостонианс” из 1886. године.
Једно од експлицитнијих лезбијских дела из деветнаестог века је готска новела " Цармила ", Јосепха Шеридана Ле Фану, која је први пут објављена у серијском облику 1871—72. Сматра се претходница и као инспирација за Брам Стокер 'а Дракула „: Кармила” је прича о односу између невине Лауре и вампира Кармиле, којој сиса Лаури крв је јасно повезано са еротским атракцијама Лаури. Ова прича је инспирисала многа друга дела која користе тропе лезбијског вампира. Такође је адаптирана у истоимене веб локације Јутјуб почевши од 2014. године.

## Савремена историја

### 1900—1950: Почеци
Први роман на енглеском језику који је препознат као лезбијска тема је Бунар осамљености (1928) Радцлиффе Халл-а, који је британски суд сматрао опсценим јер је бранио „неприродне праксе између жена”. Књига је била забрањена у Британији деценијама; то је у контексту сличне цензуре љубавнице Лади Цхаттерлеи, која је такође имала тему трансгресивне женске сексуалности, иако хетеросексуалне. У Сједињеним Државама Бунар самоће преживео је правне изазове у Њујорку и Царинском суду САД .
Године 1923. Елса Гидлов, рођена у Енглеској, објавила је први роман отворене лезбијске љубавне поезије у Сједињеним Државама, под називом На сивој нити .
Почетком 20. века, све видљивија лезбијска заједница у Паризу која је била усредсређена на књижевне салоне у којима су се налазиле француске лезбијке, као и емигранти попут Натхалие Барнеи и Гертруде Стеин, који су продуцирали лезбијске тематике на француском и енглеском језику, укључујући ноћно дрво Дјуне Барнес, идила Сапхикуе од Лиане-де-Поуги, поезија Ренее Вивиен, Барнеи сопствених изрекама, поезије и неколико радова Стеин. Радцлиффе Халл је такође провела време у Паризу у Барнеи-овом салону, а по њој је моделирала једног од својих ликова у „Велл оф осамљености” .
Јапанска списатељица Нобуко Иосхииа била је важан аутор раних прича 20. века о интензивној романси између младих жена, мада је њено писање прихваћено у маинстреам култури, јер ниједна веза није искоришћена.
Роман Вирџиније Воолф из 1928. године оштроумног песника сакривеног рода који живи вековима, Орландо, за кога се причало да је заснован на њеној љубавници, Вита Сацквилле-Вест, 1970-их је преиспитан као 'субверзивни' лезбијси текст.
Остали примери лезбијске литературе 1920. године укључују песме Ами Ловелл о њеној партнерки више од једне деценије Ади Двиер Русселл . Ловелл је желео да посвети своје књиге Двиеру који је одбио јер су морали да сакрију природу свог односа осим једног тренутка у књизи која није песничка у којој је Ловелл написао: "АДР-у, ово и све моје књиге. АЛ " Примери ових љубавних песама Двиеру укључују такси, одсутност, ‍:xxi у врту, Мадону вечерњих цветова, Опал, и Аубаде . Ами је признала Јохну Ливингстону Ловесу да је Двиер била тема њене серије романтичних песама под називом „Две говоре заједно”. Ловелове песме о Двиеру назване су најексплицитнијом и најелегантнијом лезбијском љубавном поезијом у време између древног Сафоа и песника 1970-их. На жалост, већина примарних романтичних писама комуникације између њих двоје уништена је Ада на Амиин захтев, остављајући много непознатих детаља њиховог заједничког живота. ‍:47
Већина америчке литературе 1930-их, 40-их и раних 50-их лезбијски живот представљала је као трагедију, завршавајући или самоубиством лезбијског карактера или њеним преображајем у хетеросексуалност. Ово је било потребно како власти нису прогласиле литературу непристојном. На пример, Камени зид, лезбијска аутобиографија са несрећним завршетком, објављена је 1930. под псеудонимом Марија Цасал. Била је то једна од првих лезбијских аутобиографија. Још 1939. године, Францес В. Руммелл, васпитачица и учитељица француског језика на Степхенс Цоллегеу, објавила је прву изричито лезбијску аутобиографију у којој се две жене сретно завршавају заједно, под називом Диана: А Странге Аутобиограпхи . Ова аутобиографија објављена је уз напомену која каже: „Издавачи желе да изричито схвате да је ово истинита прича, прва такве врсте икада понуђена широј јавности”. Међутим, књижевни критичари аутобиографију су од тада назвали „измишљеном”.
Једини роман Јане Бовлес, Две озбиљне даме, објављен 1943. године, испричао је причу о романси између жене више класе и проститутке у рушном панамском лучком граду.

### 1950—1970: Целулозна фикција и шире
Лезбијска фикција на енглеском видела је велику експлозију интересовања појавом романа о продавници димеа или целулозне фикције. Лезбијска пулпна фикција постала је посебна категорија фикције 1950-их и 60-их иако је значајан број аутора овог жанра били мушкарци који користе било мушко или женско име оловке . Тереска Торрес заслужна је за писање првог лезбијског романа „ Жене касарне”, измишљене приче о женама слободних француских снага током Другог светског рата. Књига из 1950. продата је у милионима примерака у првих пет година. Једна запажена женска ауторка лезбијске пулпне фикције, која се касније у животу појавила као лезбијка, била је Анн Баннон, која је креирала серију Беебо Бринкер .
Цена соли од Патрициа Хигхсмитх, сматрана првим лезбијским романом са срећним завршетком,  био је револуционарни за прво место где ниједна од две жене нема живчани слом, трагично умире, суочава се са усамљеном и пустошом будућности, почини самоубиство или се врати дружењу с мушкарцем. Рукопис је одбио Хигхсмитх-ов издавач Харпер &amp; Бротхерс, а Цовард-МцЦанн 1952. објавио их је у тврдом увезу под псеудонимом „Цлаире Морган”, а потом је леббична фикција у књизи Бантам Боокс 1953. издала готово милион примерака. 1990. објавио га је Блоомсбури под Хигхмитх-овим именом, а наслов је промењен у Керол (роман је адаптиран као истоимени филм из 2015).
Педесетих година 20. века делови романа Равагес француске ауторке Виолетте леДуц цензурирани су јер су садржали експлицитне лезбијске одломке. Избрисани одломци објављени су 1960-их као Тхересе и Исабеле и снимљени у истоименом филму из 1968. године.
" Пустиња срца " Јане Руле успела је да се пробије из категорије пулпне фикције када ју је Мацмиллан Цанада издао као тврди увез 1964. Неколико издавача претходно је то одбило, с једним правилом: „Ако ова књига није” порнографски, у чему је смисао штампања? … ако можеш писати у прљавим деловима, узећемо, али у супротном не ". Роман је био адаптиран у филм из пустиње из 1985. године.
Објављујући свој роман госпођа Стевенс Хеарс тхе Мермаидс Сингинг 1965. године, романописац Маи Сартон се плашила да ће отворено писање о лезбијству довести до умањења претходно утврђене вредности њеног рада. "Страх од хомосексуалности је толико велик да је требало храбрости да гђа Стевенс чује како сирене певају ", рекла је, "да би написала роман о жени хомосексуалки која није сексуални манијак, пијаница, наркоманка, или на било који начин одбојна, да приказује хомосексуалца који није ни јадан ни одвратан, без сентименталности … "
Прва енглеска савремена романтичарка која је изашла као лезбијка била је Мауреен Дуффи, чија је књига Мицроцосм из 1966. истраживала супкултуре лезбијских барова.

### 1970. до данас: феминизам другог таласа, прихватање и диверзификација
Феминистички покрет крајем 1960-их и раних 1970-их имао је развој више политизираног гласа у лезбијској литератури и више мејнстрим прихватањем лезбијске тематике која се одмакла од 'трагичне лезбијске' теме која је доминирала у ранијим радовима. Пионирски аутобиографски роман овог периода био је авантуристички 1973 роман Рубифруит Џунгла је Рита Мае Бровн, која је постала национални бестселер. Јилл Јохнстон залагала се за лезбијски сепаратизам у својој књизи Лесбиан Натион из 1973. године. Седамдесетих година 20. века почело се чути више гласова америчких лезбијки у боји, укључујући дела Аудре Лорде, Јевелле Гомез, Паула Гунн Алена Цхеррие Морага и Глориа Анзалдуа. У Француској је Моникуе Виттиг објавила Лес Гуериллерес, (Жене ратнице), који је предвиђао свет у коме доминирају лезбијке. Слично томе, роман Јоанне Русс из 1975. Женски мушкарац садржи алтернативни свемир настањен искључиво лезбијкама. Седамдесетих година 20. века такође су се појавиле феминистичке и ЛГБТ издавачке куће, као што је Naiad Press, и књижевних часописа попут Синистер Висдом, и Услови који су објављивали лезбијске радове. Адриенне Рицх и Јуди Грахн били су важни песници и есејисти ере. Стрпљење и Сара Алма Роутсонг, објављено под именом оловке „Исабел Миллер” 1971. године, истраживало је историјске границе романтике двеју жена из 19. века у бостонском браку.
Након рођења изричито геј и лезбијске литературе у 1970-има, наредних деценија дошло је до огромног пораста њене производње. Док су геј мушки романи имали више унакрсне привлачности и често су постали продавачи на средњој листи у главним издавачким кућама, лезбијска литература, зависно од мањих штампи, развијала је мању, али 'респектабилну' публику. Током 1980-их, појавом сексуално позитивног феминизма, неколико лезбијских књижевних часописа почело се специјализовати за експлицитније еротски рад, попут Он Оур Бацкс, сатиричне референце на феминистички магазин 1970-их, Офф Оур Бацкс . Оснивање Ламбда књижевне награде 1988. године, са неколико лезбијских категорија, помогло је повећању видљивости ЛГБТ литературе.
Током 80-их и 90-их лезбијска се књижевност развила у жанровску књижевност, укључујући фантастику, мистерију, научну фантастику, романтику, графичке романе и младе одрасле.
Утицај феминизма с краја 20. века и веће прихватање ЛГБТ дела осетили смо се и у Мексику, појавом лезбијских песника Нанци Царденас, Магали Алабау, Мерцедес Роффе и других. У Аргентини и Уругвају, Алејандра Пизарник и Цристина Пери Росси комбиновали су лезбијску еротику са уметничким и друштвенополитичким проблемима у свом раду.
У Азији су о лезбијским везама писали сингапурска драматичарка Елеанор Вонг и тајванска списатељица Киу Миаојин, као и кинески писци Лин Баи и Цхен Ран . Спиннинг Тропицс Аске Моцхизуки, Љепотица и туга Иасунари Кавабата, Куицксанд (卍 Мањи) Јуницхиро Танизаки и Реал Ворлд Натсуо Кирино све су романи који истражују лезбијску љубав у Јапану. Индијски романописац Абха Давесар из 2006. Бабији је освојио награду Стоневалл и награду Ламбда .
У 21. веку лезбијска књижевност се појавила као жанр у земљама које говоре арапски језик, а неки романи, попут Ана Хииа Анти (И Ам Иоу) Елхама Мансоура, достижу статус бестселера. Ово век је такође привукло више пажње на афричка књижевна дела и ауторе, попут камерунског романа Фриеда Екотта и ганског писца Ама Ата Аидо .
У међувремену, на енглеском језику романа који укључују лезбијске карактере или односа су наставили да придобије националне награде и маинстреам критичара, као што су Тхе Цолор Пурпле (1982) би Алице Валкер, Бастард оут оф Царолина (1992) би Доротхи Аллисон, Тхе Хоурс (1998) Аутор: Мицхаел Цуннингхам, Фингермитх (2002) Сарах Ватерс и Лост анд Фоунд (2006) Царолин Паркхурст .
Како је књижевност која укључује лезбијске ликове и везе постала прихваћенија у маинстреам западном друштву, неки писци и књижевни критичари постављају питање зашто уопште треба постојати посебна категорија за лезбијску књижевност. „Никада нисам разумела зашто је стрејт фикција свима намењена, али било шта са геј карактером или који укључује геј искуство намењено је само квировима”, изјавила је Јеанетте Винтерсон, ауторка најпродаванијег романа „ Оранже нису 1985.” из 1985. године. Воће . Други су нагласили сталну потребу за ЛГБТ тематском литературом, посебно за млађе ЛГБТ читаоце.

## Белетристика за одрасле

### 1970-е
У филму „Руби” (1976) Роса Гуи, главни лик је девојка из Западне Индије. Роман говори о њеној вези са другом девојком. Остали романи за одрасле са лезбијским ликовима и темама који су објављени у то време укључују и Хаппи Ендингс Аре Алл Алике (1978) Сандре Сцоппеттоне. Према аутору, „једва да је прегледан и када то није било добро”, за разлику од Сцоппеттонеовог романа о геј дечацима, који је био боље примљен.
Честе теме у књигама објављеним током 1970-их су да је хомосексуалност „фаза” или да нема „срећних завршетака” за хомосексуалце и да они углавном воде тежак живот.
Јоурнал оф Сцхоол Либрари известио је о:
Током 1970-их у просеку је постојао један наслов за одрасле који се бавио геј питањима годишње. Иако су многе од тих раних књига добро написане — и добро прегледане — геј ликови су у најбољем случају споредни ударац или фолија за правог главног јунака, а у најгорем случају жртва која би се суочила са насиљем, повредама или смрћу (фаталне саобраћајне несреће су биле уобичајена појава). Млади протагонисти који су се бринули да ће бити геј, увек би закључили да је њихова истополна привлачност једноставно привремена фаза на путу ка хетеросексуалној одсраслој
Џуди Блуме је 1970-их наведена као катализатор за повећање инклузије „табу” тема у дечијој литератури, укључујући хомосексуалност.

### 1980-е
Анние он Ми Минд (1982) Нанци Гарден говори причу о две средњошколке које се заљубљују. Роман, који никада није изашао из штампе, био је искорак за хомосексуалност у књижевности младих одраслих. Објављен је у тврдом увезу и од стране велике штампе. У књизи се хомосексуалност доживљава као нешто трајно и треба је истражити, а не „поправити”.
У Канзасу је министар водио јавно спаљивање Анние на мој ум након препирке након што је поклоњена школској библиотеци.

### 1990-е
Током ове деценије порастао је број објављених романа за одрасле са лезбијским темама. Нанци Гарден објавила је два романа с лезбијским ликовима, Ларк ин тхе Јутро (1991) и Гоод Моон Рисинг, и добила позитивне продаје и критике. 1994. године МЕ Керр објавила је Деливер Ус Фром Евие о дечаку са лезбијском сестром, који је јавност добро примила. Остале књиге објављене током ове деценије укључују роњење (1996) Стацеи Донован, Неопходна глад (1997) Нине Ревоир, Кућу пролазиш путем (1997) Јацкуелине Воодсон, Гирл Валкинг Бацквардс (1998) Бетт Виллиамс (која роман је намијенио одраслој публици, иако је био популаран међу тинејџерима), Хард Лове (1999) Еллен Виттлингер и Даре Трутх или Промисе (1999) Паула Бооцк .

### 2000с
Деведесете су представљале прекретницу за нове романе за одрасле који су истраживали лезбијска питања, а од 2000. године поплава таквих књига стигла је и на тржиште. Став јавности према лезбијским темама у књижевности за одрасле постао је све прихваћенији.
Часопис Школске библиотеке је 2000. године уврстио Анние он Ми Минд у своју листу 100 најутицајнијих књига овог века.
У прошлости је већина књига приказивала хомосексуалце као „живе изоловане животе, ван контекста са стварношћу невероватно активне заједнице.” Данас књиге такође показују хомосексуалне ликове који нису толико стигматизовани и одвојени.
Популарни роман младих за одрасле из 2012. године, Погрешно путовање Камеронове поште ауторке Емили М. Данфортх, прича причу о 12-годишњој девојчици која је послата у дегејинг камп у Монтани . Године 2016, главна фотографија је започела у адаптацији филма .
Постоји мање књига о женској хомосексуалности од мушке хомосексуалности а објављено је и мање књига о бисексуалности. Упркос чињеници да је доступност књига са лезбијским и бисексуалним темама повећана од 1960-их, књиге са црним ликовима и даље је тешко пронаћи.

## Издавачи
Први лезбијски издавач посвећен издавању лезбијских и феминистичких књига био је Даугхтерс, Инц. у Плаинфиелд-у, Вермонт, који је 1973. године објавио Рита Мае Бровн, Рубифруит Јунгле. Уследила је Naiad Press, која је објавила семинарски лезбијски романтичарски роман Цуриоус Вине од Катхерине В. Форрест и многе друге књиге. Штампа се затворила 2003. након 31 године. Суоснивачица Барбара Гриер предала је своје књиге и операцију новооснованој штампи, Белла Боокс. Основана 2001. године, Белла Боокс је добила списак Naiad Press-а, укључујући већину радова Јане Руле и сва дела Карин Каллмакер . Њихов каталог садржи преко 300 наслова лезбијске романтике, лезбијске мистерије и еротике.
Остали рани издавачи укључују Спинтерс Инк (који је неколико пута продат и сада је део организације Белла Боокс), Rising Tide Press, Crossing Press, Onlywomen Press, Kitchen Table Press и New Victoria. У многим су случајевима ове преше радили аутори који су такође објавили заједно са издавачком кућом, попут Барбаре Вилсон у компанији Seal Press, која је постала део главне компаније Авалон Публисхинг, и Јоан Друри из Спинстерс Инк.
Тренутно највећи издавачи лезбијске фикције су Белла Боокс, Болд Строкес Боокс и Регал Црест Ентерприсес. Болд Строкес Боокс, основан 2005. године, објављује лезбијске и геј мушке мистерије, трилере, научну фантастику, авантуре и друге ЛГБТ жанровске књиге. Њихов каталог садржи 130 наслова. Регал Црест Ентерприсес, основано 1999. године, има каталог тренутно више од 150 радова и објављују лезбијску романсу, лезбијску мистерију, неку еротику, научну фантастику, фантастику и саге. Алисон Боокс се специјализирала за ЛГБТ ауторе и има низ лезбијских наслова.
Мањи издавачи искључиво лезбијске фикције укључују Бедаззлед Инк, Биватер Боокс, Интаглио Публицатионс, Саппхире Боокс Публисхинг, Претпостављени злочини, Вицкед Публисхинг и Илва Публисхинг. Неке женске штампе производе и лезбијску фикцију, попут Фиребранд Боокс и Virago Press .

## Приметни радови
- The Well of Loneliness, Radclyffe Hall (1928)
- Nightwood, Djuna Barnes (1936)
- The Price of Salt, Patricia Highsmith (1952) — aka Carol (1990)
- Spring Fire, Vin Packer (1952)
- Rempart des Béguines, Françoise Mallet-Joris (1952)
- Chocolates for Breakfast, Pamela Moore (author) (1957)
- The Beebo Brinker Chronicles, Ann Bannon (1957—1962)
- Desert of the Heart, Jane Rule (1964)
- Patience & Sarah, Isabel Miller (1971)
- Rubyfruit Jungle, Rita Mae Brown (1973)
- The Color Purple, Alice Walker (1982)
- „Annie on My Mind”, Nancy Garden (1982)
- The Swashbuckler, Lee Lynch (1983)
- Oranges Are Not the Only Fruit, Jeanette Winterson (1985)
- Memory Board, Jane Rule (1985)
- Send My Roots Rain, Ibis Gómez-Vega (1991)
- Along the Journey River, Carole LaFavor (1996)
- Memory Mambo, Achy Obejas (1996)
- Tipping the Velvet, Sarah Waters (1998)
- Fingersmith, Sarah Waters (2002)
- Garis Tepi Seorang Lesbian, Herlinatiens (2003)
- Southland, Nina Revoyr (2003)
- Stone Butch Blues, Leslie Feinberg (1993)
- Sugar Rush, Julie Burchill (2004)
- Ash, Malinda Lo (2009)

## Угледни аутори (абецедно)
- Sarah Aldridge
- Ann Bannon
- Natalie Barney
- Rita Mae Brown
- Julie Burchill
- Jessie Chandler
- Abha Dawesar
- Ellen DeGeneres
- Emma Donoghue
- Sarah Dreher
- Lillian Faderman
- Katherine V. Forrest
- Jocelyne François
- Jeanne Galzy
- Nancy Garden
- Alicia Gaspar de Alba
- Ibis Gómez-Vega
- Rosa Guy
- Radclyffe Hall
- Bertha Harris
- Ellen Hart
- Karin Kallmaker
- Lori L. Lake
- Violette Leduc
- Carole LaFavor
- Malinda Lo
- Audre Lorde
- Lee Lynch
- Ann-Marie MacDonald
- Marijane Meaker; also published under the pseudonyms of:
  - Ann Aldrich
  - Mary James
  - M. E. Kerr
  - Vin Packer
  - Laura Winston
- Val McDermid
- Qiu Miaojin
- Sandra Moran

Achy Obejas
- Julie Anne Peters
- Radclyffe (who also publishes as L. L. Raand)
- Nina Revoyr
- Adrienne Rich
- Jane Rule
- Joanna Russ
- Sappho
- May Sarton
- Sarah Schulman
- Sandra Scoppettone
- Merry Shannon
- Elizabeth Sims
- Gertrude Stein
- tatiana de la tierra
- Michelle Tea
- Valerie Taylor
- Tereska Torres
- Wu Tsao
- Renee Vivien
- Ebine Yamaji
- Nobuko Yoshiya
- Sarah Waters
- Jeanette Winterson
- Monique Wittig
- Jacqueline Woodson
- Samar Yazbek